# Edmond Kinds
Edmond Kinds (Jemappes, 11 avril 1907 - 7 avril 1992) est un écrivain et dramaturge belge.

## Biographie
Docteur en droit, il fut dessinateur industriel à Paris, précepteur du fils du directeur général de l'agence Havas, puis fonctionnaire au Ministère de l'Éducation nationale et de la Culture française.

## Publications
- Étude sur Marcel Proust, essai, Éditions Le Rouge et le Noir, Paris, 1933.
- Le point mort, Éditions Le Rouge et le Noir, Paris, 1936.
- Le Festin d'anniversaire, Éditions Terre et Visage, 202 p., 1944.
- Les Toits de Saint-Colomban, roman, Éditions Robert Laffont, Paris, 1946.
- Voyage au Spitzberg, La Nouvelle Édition, Paris, 1947.
- Marcel Proust, Éditions Richard-Masse, coll. « Triptyque », série « Littérature », no 3, Paris, 125 p., 1947.
- Le Valet des songes, théâtre, 1949 (représentations au Rideau de Bruxelles, 1951).
- La Locomotive qui partit toute seule, 1953.
- Deux verres de Barbera, théâtre, 1955.
- Les Ornières de l'été, 1957.
- Killarney philanthrope, théâtre, 1958.
- Le Bouffon de Tintagel, théâtre, 1962 (représentations au Théâtre du Méridien, 1962).
- Les Tambours d'airain, théâtre, 1963.
- Narcisse et les Princesses, contes, 1963.
- Psyché malade, théâtre, 1965.
- Ernest Delève, essai, Éditions Seghers, coll. « Poètes d'aujourd'hui », no 213, 1973.
- Jean Tardieu ou l'Énigme d'exister, essai, 1973.
- Andrée Sodenkamp, essai, 1975.
- Le Couteau de l'orage, roman, Éditions La Renaissance du livre, Bruxelles, 154 p., 1977.

## Récompenses
- 1957 : prix Victor Rossel pour Les Ornières de l'été